# Attributo (linguistica)
L'attributo (dal latino attributu(m), 'ciò che è attribuito', dal verbo attribuere, 'attribuire') è una categoria sintattica.
L'attributo è costituito da un qualsiasi elemento aggettivale che determini un sostantivo (o sintagma nominale in genere) per precisarlo, attribuendogli specifiche qualificazioni o determinazioni. Sintatticamente, l'attributo dipende dal sostantivo che determina. Morfologicamente, concorda con esso.
La tradizione ha legato il concetto di attributo primariamente agli aggettivi qualificativi, ma successivamente la linguistica moderna ha espanso il numero di categorie morfosintattiche che possono avere una funzione attributiva.

## Costituenti con funzione attributiva
In genere, l'elemento aggettivale usato come attributo è un aggettivo:
Gallina vecchia fa buon brodo.
L'aggettivo con funzione attributiva concorderà con il nome dal quale dipende secondo le marche morfologiche (in questo caso, desinenze) usate da ciascuna lingua (il che è particolarmente vistoso nelle lingue di tipo fusivo): tipicamente genere, numero e caso. Ad esempio, i capelli neri o la ragazza alta, les cheveux blonds (francese), unas películas hermosas (spagnolo), parva puella (latino).
Possono però fungere da attributi anche altri costituenti:
- participi (detti "attributi participiali"):[3]

Sembrerà sorprendente, ma preferisco le sigarette importate.
- sintagmi preposizionali:[3]

Giovanni era un ragazzo di poche pretese.
Giovanna è una ragazza di valore.
- genitivi:[4]

Mary's mother
liber pueri
- proposizioni relative con valore restrittivo:[4]

Il maglione che hai comprato
- infiniti retti da sostantivi:[4]

Il piacere di viaggiare

## Tipi di attributo
Essendo l'attributo privo di una propria funzione sintattica, assume quella del costituente che lo regge.
Si distingue così tra:
- attributo del soggetto
- attributo del complemento oggetto
- attributo del complemento indiretto
- attributo del nome del predicato
- attributo dell'apposizione

In italiano non esiste l'attributo del predicato verbale, dal momento che la funzione dell'attributo o di un altro elemento nominale non è più attributiva ma predicativa: perciò, in questi casi, l'aggettivo o il nome sono considerati nome del predicato (se il verbo è essere; ad esempio: il pavimento è lucido) complemento predicativo del soggetto o dell'oggetto (se il verbo non è essere; ad esempio: il pavimento sembra lucido).

## Posizioni e valori dell'attributo nella lingua italiana
In italiano l'attributo, a seconda della sua posizione, può avere diversi valori:
- Quando ha valore descrittivo, cioè si limita ad arricchire il nome di qualche particolare, può precederlo o seguirlo; ad esempio: le colline verdi, le alte montagne
- Quando ha valore restrittivo, cioè serve a distinguere qualcosa da tutto il resto, segue quasi sempre il nome; ad esempio: le colline piemontesi [non quelle di altre regioni], le case vecchie [non quelle nuove].